# Вирџинија Варгас
Вирџинија „Ђина”. 'Варгас Валенте'. (рођена 23. јула 1945) је перуански социолог и вођа женског покрета у земљи.

## Биографија
Вирџинија Варгас је рођена у Лими. Након средње школе, похађала је Папски католички универзитет у Перуу од 1963. до 1968. године. У почетку је била заинтересована за драму и књижевност, али се касније окренула политичким наукама.
Године 1978. оснива Центар Флоре Тристан, невладину перуанску организацију која проучава и лобира за женска права. Радила је као координатор организације, а касније и као директор до 1990. године. Варгас се борила за репродуктивна права жена и међународно је призната као водећи перуански борац за женска права.
Као истраживач, Варгас је студирала друштвене покрете Јужне купе и улогу жена у економском развоју.
Варгас је путовала по Перуу 80-их година у оквиру програма Red de Mujeres de Educación Popular de Consejo de Educacion de Adultos de Americano Latino (CEAAL), регионалне организације Међународног одбора за образовање одраслих. Она је организовала семинаре о регионалном женском покрету, а тицали су се методологије и теорије.

## Публикације

### Као уредник
- "Peasantry in History: A Chronology of the Peasant Movements, 1956-64" (1981)
- "Economic and Social Participation of Women in Peru" (1982)
- "A New Approach: Gender in Development" (1991)
- "Gender in Development" (1992)
- "The Triangle of Empowerment", “The Road to Beijing” (1998)
- El movimiento feminista en el horizonte político peruano . Ediciones Flora Tristán. Lima (2007)
- Feminismos en América Latina. Su aporte a la política y a la democracia. Colección Transformación Global. Programa Democracia y Transformación Global. Fondo Editorial Universidad Nacional Mayor de San Marcos. Flora Tristán Ediciones, Lima (2008)

### Као аутор
- "The Contribution of Women's Rebellion" (1989)
- Vargas, Virginia . The Women's Movement in Peru: Rebellion into Action. . The Hague: International Institute of Social Studies. 1990. ISBN 978-1-85649-318-5. Недостаје или је празан параметар |title= (помоћ)
- "How to Change the World Without Losing Ourselves" (1992)
- Vargas, Virginia (2003). „Feminism, globalization and the global justice and solidarity movement”. Cultural Studies. 17 (6): 905—920. S2CID 146567590. doi:10.1080/0950238032000150093.

## Рефренце
1. ↑  Trevizan, Liliana (2001). „Virginia Vargas”. Notable Twentieth-century Latin American Women: A Biographical Dictionary (1st изд.). Westport, Conn. [u.a.]: Greenwood Press. стр. 287—291. ISBN 978-0-313-31112-3.
2. ↑  Ross, Jen (22. 05. 2006). „Peru Campaign Quiet on Reproductive Issues”. Women's eNews.